# Vlastimil Černý (plavec)
Vlastimil Černý (* 7. dubna 1963 Vyškov) je kanadský profesionální trenér plavání a bývalý československý a kanadský sportovní plavec. Účastník olympijských her 1988 v barvách Kanady.

## Sportovní kariéra
S plaváním začínal pod vedením svého otce v ostravském klubu VŽKG. Poprvé na sebe upozornil v roce 1978 nominací na juniorské mistrovství Evropy v italské Florencii, kde v závodě na 100 m motýlek postoupil do finále. Na podzim přestoupil do střediska vrcholového sportu mládeže při TJ Gottwaldov k trenéru Petru Přikrylovi.

### Olympijský rok 1980
V olympijském roce 1980 dlouho živil naději na účast na olympijských hrách v Moskvě. Dostal se do užšího výběru společně s brněnským Petrem Adamcem a oddílovým kolegou a sparingpartnerem Radkem Havlem. Ve hře byla dvě jistá účastnická místa pro štafetu 4×200 m. O čtvrté účastnické místo se nakonec rozhodovalo mezi ním a Havlem a interní souboj o start na olympijských hrách s Havlem prohrál.

### Mistrovství Evropy 1981
V roce 1981 na červencovém letním mistrovství republiky v Bratislavě zaplaval svůj první československý rekord na 200 m motýlek časem 2:02,40 a potvrdil nominaci na zářijové mistrovství Evropy ve Splitu. Závěrečnou přípravu absolvoval s trenérem ve Strakonicích.
V závodě na 100 m volný způsob zaplaval nový rekord ČSR 53,13 a obsadil konečné 20. místo. Na své doplňkové trati 200 m volný způsob skončil v rozplavbách časem 1:55,29 na 19. místě. Na závěr ho čekala jeho královská trať 200 m motýlek. V rozplavbách zaplaval čas 2:03,83 a posledního osmého místa postoupil do finále. Ve finále startoval společně s reprezentačním kolegou Marcelem Gérym. Finále se mu však nepodařilo, zaplaval podobný čas jako v rozplavbách 2:03,72 a skončil na posledním 8. místě.

### 1982 – emigrace
Přípravu na sezonu 1982 mu zkomplikovala oprava gottwaldovských lázní. V době rekonstrukce jim zázemí poskytly až v Bruntále, kam vždy na dva týdny dojížděl s trenérem Přikrylem. V únoru se již mohl připravovat doma. Koncem března stáhl vlastní československý rekord na 200 m motýlek na 2:01,96. 
Začátkem dubna odjel na reprezentační pětiutkání do německého Sindelfingenu kousek od Stuttgartu. Nikdo z výpravy netušil, co se chystá v 19 letech udělat. První se o jeho úmyslu emigrovat dozvěděl ještě na hotelovém pokoji v Praze Miloslav Roľko. Po příjezdu do Sindelfingenu se mezi vybranými plavci informace rychle rozšířila. O emigraci chvíli uvažoval i jeho spolubydlící Marcel Géry nebo Miloš Lukášek. Neměli však plán jak celou akci skutečně zrealizují. Tu jim dal až novinář Otakar Černoch. Poslední noc v Sindelfingenu se v průběhu závěrečného večírku vplížil s Černochem do pokoje politické vedoucí a sebral jí 5 pasů, které zadržovala a bez kterých by je hned po útěku německá policie vrátila zpátky. Nad ránem seděl s Miloslavem Roľkem, Josefem Kufem, Terezou Vrtiškovou a Otakarem Černochem v jeho autě a mířili si to směrem k Heidelbergu. V Heidelbergu žila Černochova teta, byl zde špičkový německý plavecký klub SV Nikar, kde je po příjezdu čekala šéftrenérka klubu s právníkem. Ten za ně tentýž den podal žádost o politický azyl. S politickým azylem dostali od německé vlády finanční podporu a klub Nikar jim zajistil bydlení a doplňkové zaměstnání plavčíků.

### Přesun do Kanady a zisk kanadského občanství v roce 1986
V Německu zůstat nechtěl. Lákala ho Kanada. Dozvěděl se však, že politickým azylem v Německu pozbyl statutu uprchlíka a jedinou možností jak se dostat do Kanady bylo sehnat privátního sponzora. Na prázdninovém kurzu německého jazyka tak sbalil kanadskou studentku Liz Wrightovou, která mu přes svoji rodinu a přátele vyjednala finanční záruku pro příjezd do Winnipegu. Po příletu do Winnipegu v roce 1983 se stal členem plaveckého klubu Manta Aquatic a začal se připravovat pod vedením Jima Fowlieho.
Kýžené kanadské občanství dostal v roce 1986 před mistrovství světa v Madridu, kde mohl poprvé reprezentovat svojí novou zemi. Tři předchozí roky mohl startovat pouze v pohárových a domácích klubových soutěžích. Na 200 m motýlek se v Madridu probojoval do finále společně s reprezentačním kolegou Tomem Pontingem a bývalým reprezentačním kolegou Marcelem Gérym. Ve finále doplaval na 7. místě v čase 2:01,05 za Gérym, který skončil na 4. místě v čase 1:59,46. Před a po závodě s Gérym mluvil a za pár týdnů mu pomohl emigrovat z Československa přes Jugoslávii do Kanady.
Jeho sportovní kariéru dotoval Kanadský plavecký svaz (CASA) přes organizaci Sport Canada dotovanou ze státního rozpočtu. Další podporu dostával od státu podle umístění ve světovém žebříčku zaplavaných časů v 50 m bazénu – do 8. místa 650 CAD měsíčně, do 16. místa 550 CAD měsíčně, do 50. místa 450 CAD měsíčně. Nakonec CASA vyplácela bonusy za umístění na vybraných závodech – do 4. místa 1000 CAD, do 8. místa 600 CAD, do 12. místa 400 CAD. Pro zajímavost měsíční nájem v Torontu stál v průměru 500 CAD.

### Start na olympijských hrách 1988 v cizích barvách
V roce 1987 přestoupil s trenérem Jimem Fowliem do sportovního klubu North York Aquatic Club (NYAC) v Torontu, který mu poskytl špičkové podmínky pro přípravu na olympijskou sezónu 1988. V náročné kanadské olympijské kvalifikaci se nakonec kvalifikoval na olympijské hry v Soulu pouze na trati 100 m motýlek. Již na olympiádě byl později vybrán do štafety 4×100 m volným způsobem. Na 100 m motýlek obsadil v B-finále 4. místo a skončil celkově na  12. místě. S kanadskou štafetou rovněž do A-finále nepostoupil, obsadil 9. místo. Nešťastné vystoupení na olympijských hrách podtrhl zlomeným loktem, který si přivodil v olympijské vesnici.
V roce 1989 rehabilitoval zraněný loket s cílem kvalifikovat se na Hry Commonwealthu v lednu 1990. Zranění se však ukázalo vážnější a musel podstoupit operaci. Se závodním plaváním skončil v březnu 1990.

## Trenérská a profesní práce
Po skončení sportovní kariéry pracoval jako kondiční trenér ve fitnesscentru ve Winnipegu. Později získal licenci na prodej nemovitostí u firmy Thomas Edward Reality Inc..
V plaveckém sportu se nejprve realizoval jako odborář zastupující zájmy ostatních plavců.
Od roku 1993 zastává funkci šéftrenéra plaveckého klubu Bizonů University of Manitoba ve Winnipegu.